# Hans Schulz (Mediziner)

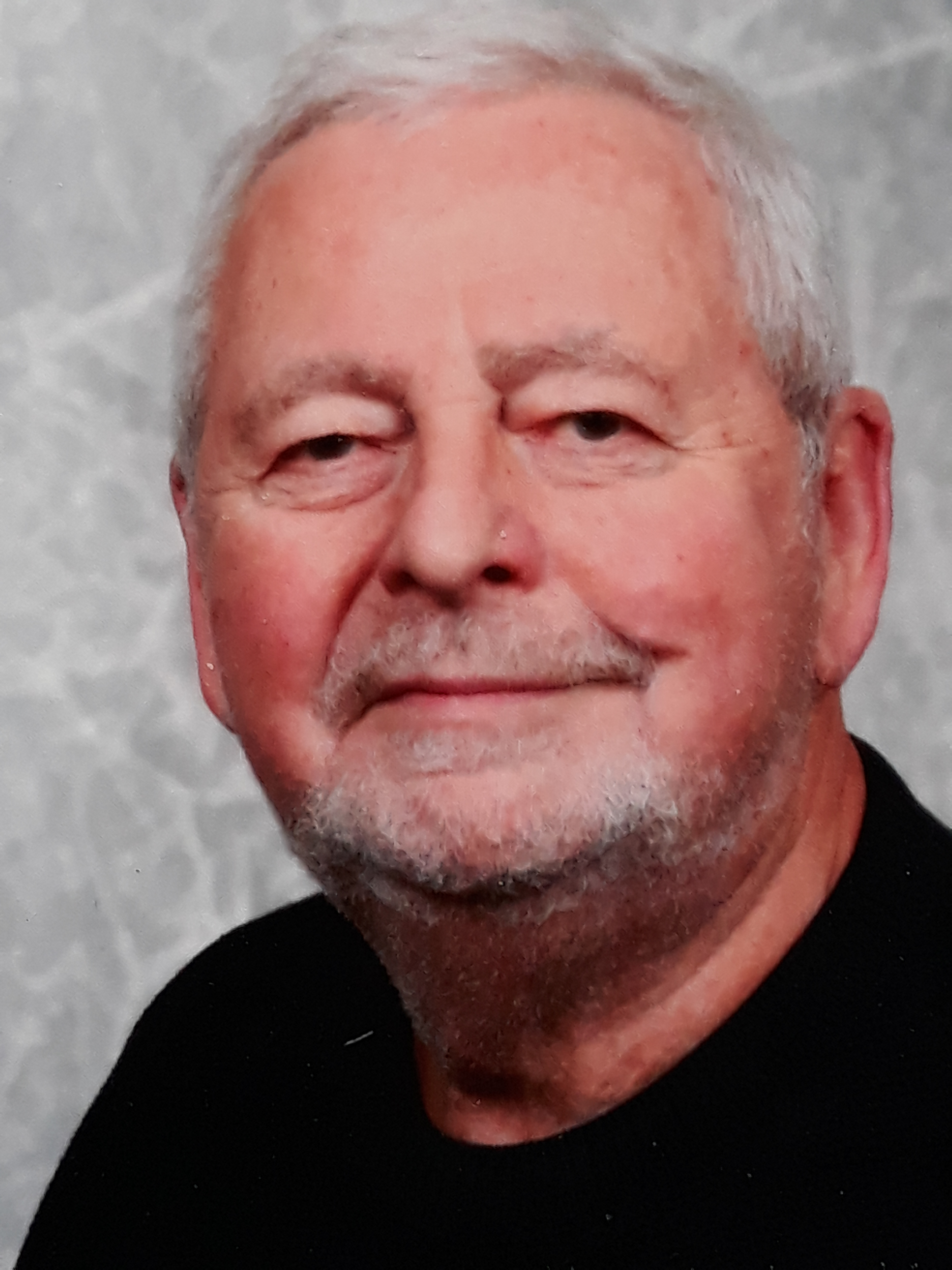
Hans Schulz (2019)

Hans Schulz (* 15. August 1940 in Schreyahn, Niedersachsen) ist ein deutscher Dermatologe. Wissenschaftlich widmete er sich insbesondere der operativen Dermatologie und der dermatoskopisch-auflichtmikroskopischen Vitalhistologie.

## Leben und Wirken
Nach dem Abitur am neusprachlichen Gymnasium in Lüchow nahm Schulz 1961 das Studium der Chemie an der Georg-August-Universität Göttingen auf. Wenig später wechselte er in das Studienfach Humanmedizin. 1967 legte er das medizinische Staatsexamen an der Westfälischen Wilhelms-Universität in Münster ab. 1969 promovierte er an der Universität Münster zum Doktor der Medizin mit der Dissertationsschrift Sub- und Infertilität beim Mann nach Infektionskrankheiten. 1968–1974 erfolgte seine Ausbildung zum Arzt für Dermatologie, Venerologie und Allergologie an der Universitäts-Hautklinik Münster.
Von 1974 bis 2005 betätigte sich Schulz als niedergelassener Dermatologe in Bergkamen. Am Christophorus-Hospital in Werne war er dermatochirurgisch tätig. Er leitete in der Zeit zwischen 1978 und 2005 freie Fortbildungsseminare für Dermatologen und Allgemeinärzte. Wissenschaftliche Zusammenarbeit auf Gebieten der operativen Dermatologie, der Dermatoskopie und Vitalhistologie erfolgte mit den Universitäts-Hautkliniken in Bochum und Münster (1974–2016) und im internationalen Austausch. Seit 1973 publizierte Schulz mehr als 400 fachbezogene wissenschaftliche Arbeiten. Er ist seit 1987 wissenschaftlicher Beirat der Fachzeitschrift hautnah dermatologie im Springer Medizin Verlag.
Boston

## Auszeichnungen
- 1987: Moncorps-Preis für operative Dermatologie.[16][17]

## Veröffentlichungen (Auswahl)
Monographien:
- Operative Dermatologie im Gesicht. Praxisfähige Eingriffe. Diesbach, Berlin 1988, ISBN 3-89303-002-6.
- Auflichtmikroskopische Vitalhistologie. Springer, Berlin/Heidelberg/New York 2002, ISBN 3-540-42211-0.

Mitautorenschaft:
- mit Max Hundeiker: Diagnostik von Pigmentzelltumoren der Haut. Dermatosen im Bild. Cassella Riedel Pharma, Frankfurt 1990 (erster deutschsprachiger Atlas der Auflichtmikroskopie).
- mit Verena Nau: Atlas allergischer Hauterkrankungen. Team PR, Frankfurt 1991, ISBN 3-9802439-7-4.
- mit Peter Altmeyer, Markus Stücker und Klaus Hoffmann: Ambulante Operationen in der Dermatologie. Hippokrates, Stuttgart 1997, ISBN 3-7773-1139-1.
- mit Volker Paech, Zsolt Argenyi, Thilo Gambichler und Peter Altmeyer: Compendium of surface microscopic and dermoscopic features. Springer, Berlin 2008, ISBN 978-3-540-78972-7.
- Mitarbeit an Peter Altmeyer, Volker Paech (Hrsg.): Enzyklopädie Dermatologie, Allergologie, Umweltmedizin. 2. Auflage. 2 Bände. Springer, Berlin/Heidelberg 2011, ISBN 978-3-540-89542-8 (Auflichtmikroskopie und dermatochirurgischer Teil).
- mit Max Hundeiker und Jürgen Kreusch: Kompendium der Dermatoskopie. Springer, Berlin/Heidelberg 2016, ISBN 978-3-662-49490-5.

Wissenschaftliche Beiträge:
- Vermeidungen von funktionell und ästhetisch störenden Komplikationen bei dermatochirurgischen Eingriffen am Kopf. In: Birger Konz, Otto Braun-Falco (Hrsg.): Komplikationen in der operativen Dermatologie. Springer, Berlin/Heidelberg/New York 1984, ISBN 3-540-12805-0, S. 157–161.
- Rationelle Methoden der Defektdeckung in der Praxis. In: Claus Garbe, Gernot Rassner (Hrsg.): Dermatologie. Leitlinien und Qualitätssicherung für Diagnostik und Therapie. Berichte von der 39. Tagung der Deutschen Dermatologischen Gesellschaft. Springer, Berlin 1998, ISBN 3-540-63585-8, S. 538–541.